# Scaevola hainanensis
Scaevola hainanensis är en tvåhjärtbladig växtart som beskrevs av Henry Fletcher Hance. Scaevola hainanensis ingår i släktet Scaevola och familjen Goodeniaceae. Inga underarter finns listade i Catalogue of Life.